# Rotenmannspitze
Die Rotenmannspitze ist ein 3077 m ü. A. hoher Berggipfel des Umbalkamms in der Venedigergruppe in Osttirol (Österreich). Sie liegt im Nordwesten Osttirols an der Gemeindegrenze zwischen St. Jakob in Defereggen und Prägraten am Großvenediger.

## Lage
Die Rotenmannspitze liegt zwischen dem Rotenmanntörl (2997 m ü. A.) im Süden und dem Törlschartl (3004 m ü. A.) im Norden, wobei das Rotenmanntörl die Rotenmannspitze von der Totenkarspitze (3133 m ü. A.) und das Törlschartl die Rotenmannspitze vom Törlkopf (3010 m ü. A.) trennt. Westlich der Rotenmannspitze befindet sich das Schwarzachtal, östlich fällt der Berggipfel zum Leitbach ab, der in den Daberbach (Dabertal) mündet.

## Aufstiegsmöglichkeiten
Die Rotenmannspitze wird oftmals von Wanderern begangen, die das Rotenmanntörl als Verbindung zwischen dem Schwarzachtal und der Neuen Reichenberger Hütte nutzen. Hierbei verläuft der Aufstieg von der Oberhausalm über die Seebachalmen in das Rotenmanntörl, von wo aus der unschwere Aufstieg über den Südostgrat bzw. die Südostseite erfolgt. Von der Neuen Reichenberger Hütte kann die Rotenmannspitze ebenfalls von der Südostseite bestiegen werden, wobei der Aufstieg zunächst dem Rudolf-Tham-Weg folgend kurz vor dem Rotenmanntörl über die Südostseite erfolgt. Der Gratübergang vom Törlkopf über das Törlschartl weist brüchigen Schiefer auf und wird mit der Schwierigkeit UIAA II eingestuft. 